# Жизненный цикл товара
Жизненный цикл товара (жизненный цикл продукта) — период времени, в течение которого товар обращается на рынке, начиная с момента выхода его на рынок и заканчивая его уходом с рынка
. Одно из фундаментальных понятий концепции современного маркетинга.

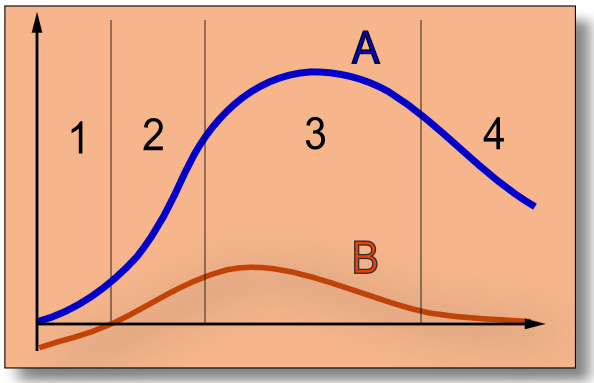
Графики, характеризующие изменение показателей в различные фазы жизненного цикла. 1 — Фаза выхода на рынок; 2 — Рост; 3 — Зрелость; 4 — Упадок. А — продажи; B — прибыль.

## Этапы жизненного цикла товара

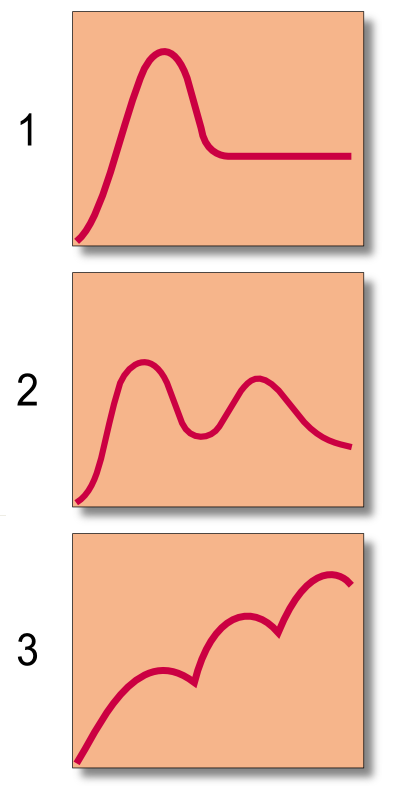
Различные варианты кривой жизненного цикла товара: 1 — «продолжительное увлечение»; 2 — повторный цикл; 3 — «гребешковая» кривая

Согласно маркетинговой концепции любой товар проходит жизненный цикл, то есть существует определённый период времени, когда он присутствует на рынке. В типичном жизненном цикле товара выделяют четыре фазы, четыре этапа:
1. Выведение товара на рынок. Первое появление товара на рынке. Характерным является небольшой рост объёмов продаж и соответственно прибыль минимальна или её вообще нет.
2. Рост. Период быстрого роста объёма продаж, если товар принят рынком и спрос на него растёт. Прибыль также возрастает по мере увеличения объёма продаж.
3. Зрелость. Объемы продаж значительны, но дальнейшего роста продаж не наблюдается. Прибыль на данном этапе стабилизировалась, так как дополнительных затрат для вывода товара на рынок не требуется.
4. Упадок, уход с рынка. Для данной фазы жизненного цикла товара характерно значительное снижение объёмов продаж вплоть до полного падения спроса на данный товар. Прибыль резко снижается до нуля.

В некоторых случаях отдельные фазы делятся еще на несколько этапов для более подробной характеристики поведения товара и принятия решений, связанных с деятельностью на данном этапе. Например, первую фазу выведения товара на рынок можно разделить на два этапа: создание нового товара и вывод его на рынок.
Зависимость изменения объёма продаж обычно изображают графически. По оси абсцисс откладывается время, а по оси ординат — объём продаж, измеряемый в стоимостном или натуральном выражении.
Зависимость изменения показателей, связанных с присутствием товара на рынке не всегда бывает одинаковой для всех видов товаров и может отличаться от типичной, которая представлена на рисунке. Кривая жизненного цикла товара может иметь повторный цикл. Повторный рост спроса на товар может быть объяснён мероприятиями по стимулированию сбыта, проведенными на этапе упадка товара. Ещё одной разновидностью кривой жизненного цикла товара может быть «гребешковая» кривая, которая представляет собой несколько последовательных циклов, порождённых, например, открытием новых характеристик товара, новых способов использования или появлением новых пользователей. Такое явление наблюдалось в отношении нейлона, сбыт которого несколько раз возрастал в связи с появлением в течение времени новых областей его использования: парашют, чулки и бельё, рубашки, ковровые покрытия.
Понятие жизненного цикла применимо также для товарного класса (например, автомобили с бензиновым двигателем), разновидности товара (например, кабриолеты) или конкретной марки автомобиля (например, «Форд Фокус»). У товарных классов продолжительность жизненного цикла самая продолжительная, а разновидности товара имеют более короткий жизненный цикл. Продолжительность жизненного цикла конкретной марки зависит от того, насколько удачной и востребованной она оказалась, а также от того, как действуют конкуренты.

## История концепции Жизненного цикла товара
1. В 1931 году впервые упоминается концепция «Product Life Cycle» (PLM, Жизненный цикл товара) — концепция жизни продукта (и управления им), проходящего через стадии жизни. Отто Клеппнер (Otto Kleppner) стал предшественником того, что мы теперь понимаем под базовым жизненным циклом продукта. В своем классическом тексте «Advertising Procedure» он утверждал, что большинство продуктов проходит через стадии: «новаторства», «конкуренции» и «в памяти»[6].
2. В 1939 году известный австрийский экономист Джозеф Шумпетер (Joseph Schumpter) признавал явление, подобное жизненному циклу продукта, в своей теории экономического развития)[7].
3. В 1957 году Конрад Джонс (Conrad Jones) менеджер по планированию новых продуктов в Booz Allen Hamilton, предположил, что для большинства продуктов характерен жизненный цикл, характерный, состоящий из следующих этапов: Ввод; Рост; Зрелость; Насыщение; Снижение[8].
4. В 1965 году (март) Филипп Котлер (Phillip Kotler) публикует работу «Постепенный отказ от слабых продуктов» («Phasing Out Weak Products»), в которой описывает возможность расширения или продления срока службы угасающего продукта, в поддержании чистоты продуктовой линейки и в целенаправленном отказе от устаревших и дорогостоящих продуктов[9].
5. В 1965 году (ноябрь) Теодор Левитт (Theodore Levitt) детально описал концепцию «Product Life Cycle». Автор показал, как использовать понятие «Жизненный цикл товара» для повышения конкурентоспособности[10].
6. В 1974 году выходит, пожалуй, самая известная и масштабная работа, связанная с «Жизненный цикл товара» — большая монография Честер Уоссон (Chester Wasson) «Dynamic Competitive Strategy and Product Life Cycles» («Динамическая конкурентная стратегия и жизненные циклы продукта»[11].

## Критика концепции Жизненного цикла товара
1. Джордж Дэй (D. Day) выражает опасения в отношении использования концепции «Жизненный цикл продукта», в качестве безупречной прогностической модели[12].
2. Давид Гарднер (David Gardner) в работе «Критический обзор литературы о «Жизненном цикле продукта», обращает внимание на то, что авторы многих публикаций, из около 300 статей, вышедших после 1960-х годов и посвященных различным аспектам жизненного цикла продукта, выражают сомнение в отношении этой концепции[13].